# 興徳寺 (飯能市)
興徳寺（こうとくじ）は、埼玉県飯能市にある臨済宗建長寺派の寺院。

## 歴史
1204年（元久元年）、天用在によって開山された。天用在は所属宗派の臨済宗建長寺派の宗祖栄西と同様に入南宋して臨済宗の教えを広めた僧侶である。第4世住職の月窓照のときに建長寺派に属することになった。
江戸時代は末寺8寺を擁する寺であったが、現在の末寺は1寺（福徳寺）のみとなっている。
1717年（享保2年）と1850年（嘉永3年）の火災で焼失している。そのため、明治時代に再建された現本堂は防火対策として土蔵造りとなっている。

## 交通アクセス
- 東吾野駅より徒歩18分。